# Andrea Pozzo
Andrea Pozzo (Trento 30. listopadu 1642 – Vídeň 31. srpna 1709) byl člen jezuitského řádu a italský barokní malíř. Proslavil se jako mistr iluzivní malby a perspektivy, které uplatňoval zejména při freskové výzdobě architektury. Působil nejdříve v Římě, později na pozvání Leopolda I. ve Vídni, kde byl jeho žákem Christoph Tausch.

## Dílo
Spisy
- Perspectiva Pictorum et Architectorum z let 1693 a 1700 – teoretický spis o perspektivě

Fresková výzdoba (výběr)
- Řím, kostel sv. Ignáce – Oslava sv. Ignáce na klenbě lodi
- Vídeň, jezuitský kostel – iluzivní kupole chrámu
- Vídeň, Lichtenštejnský palác – oslava Herkula na klenbě sálu

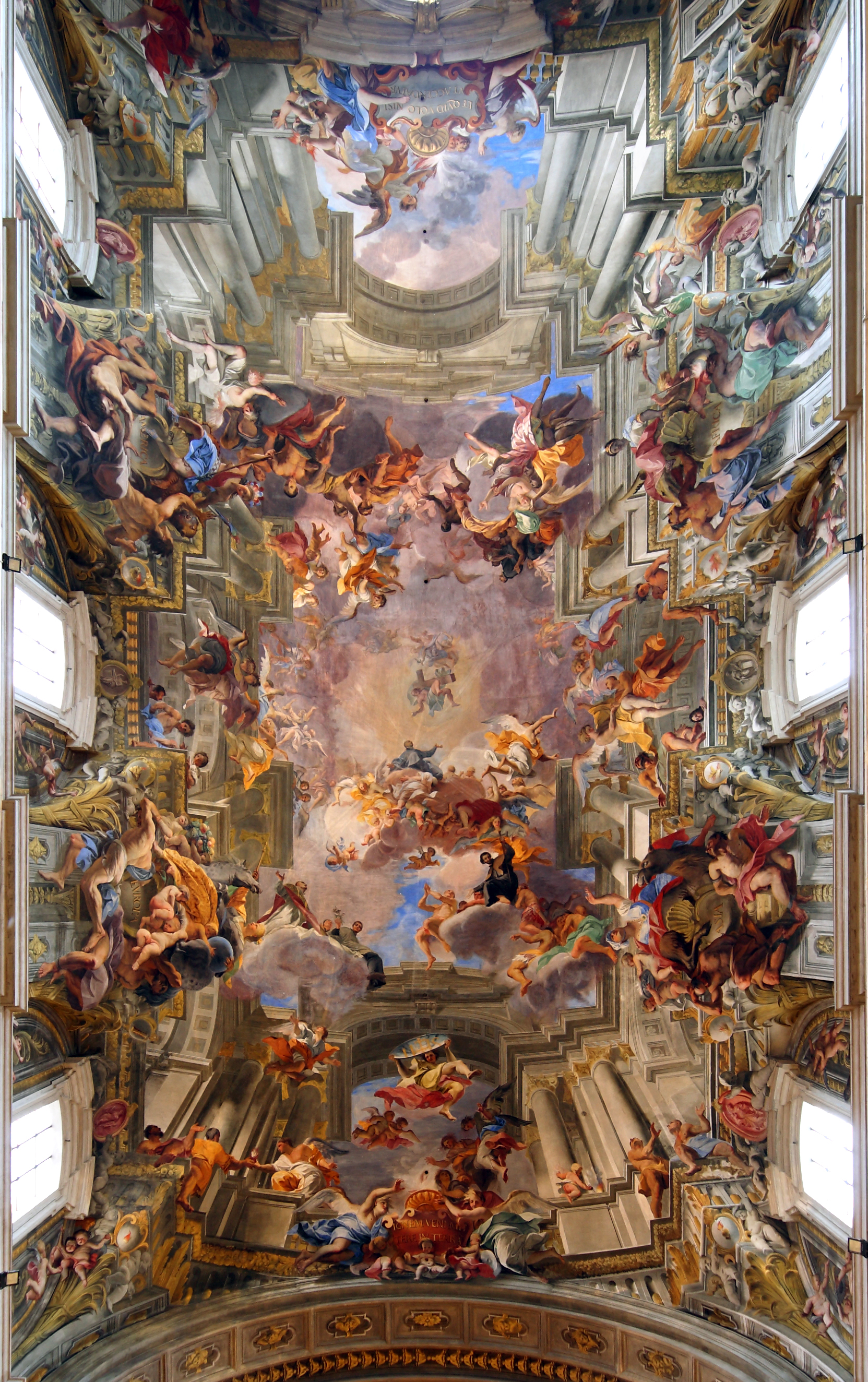
Oslava sv. Ignáce z Loyoly
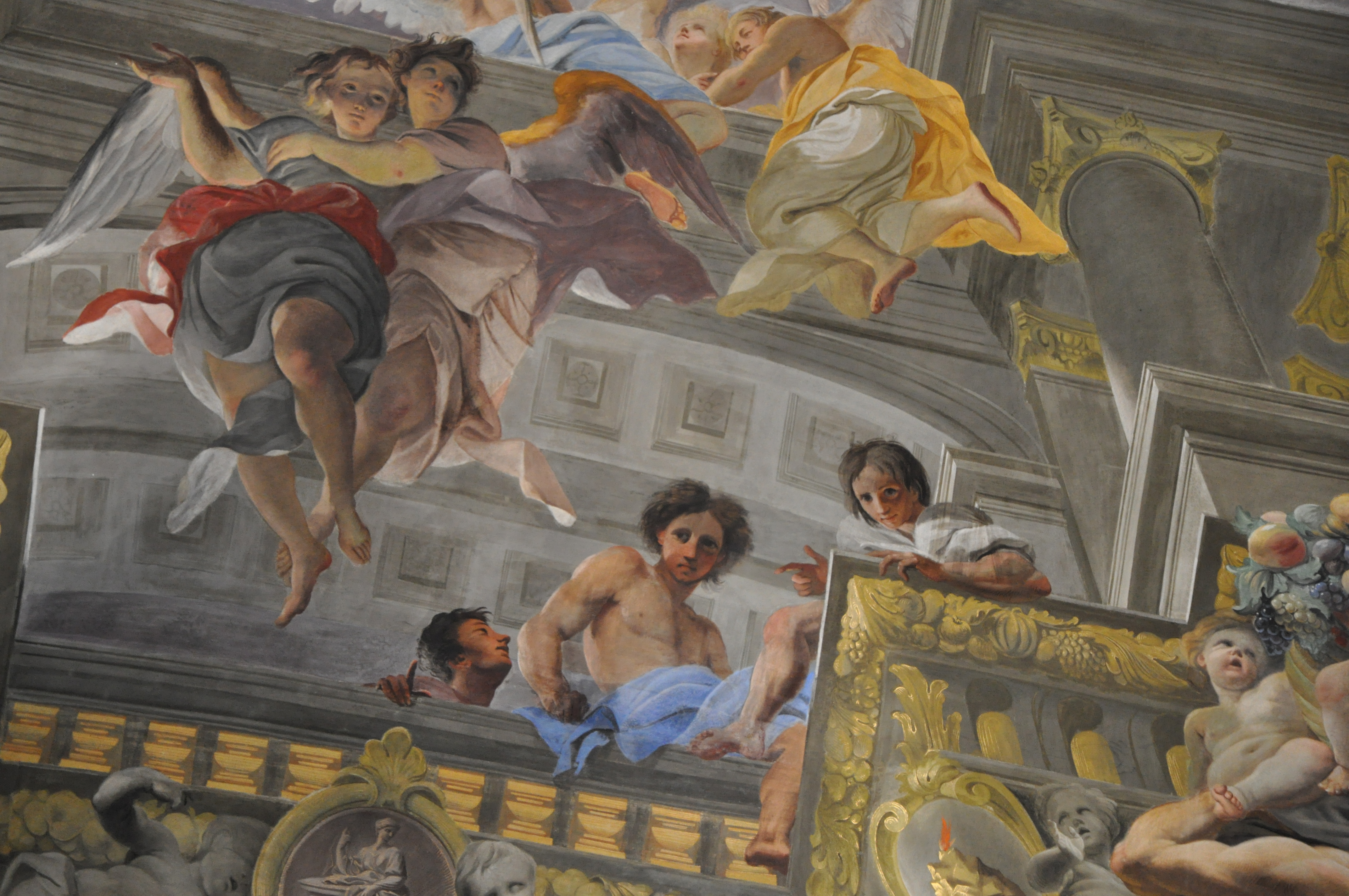
Oslava sv. Ignáce z Loyoly, detail
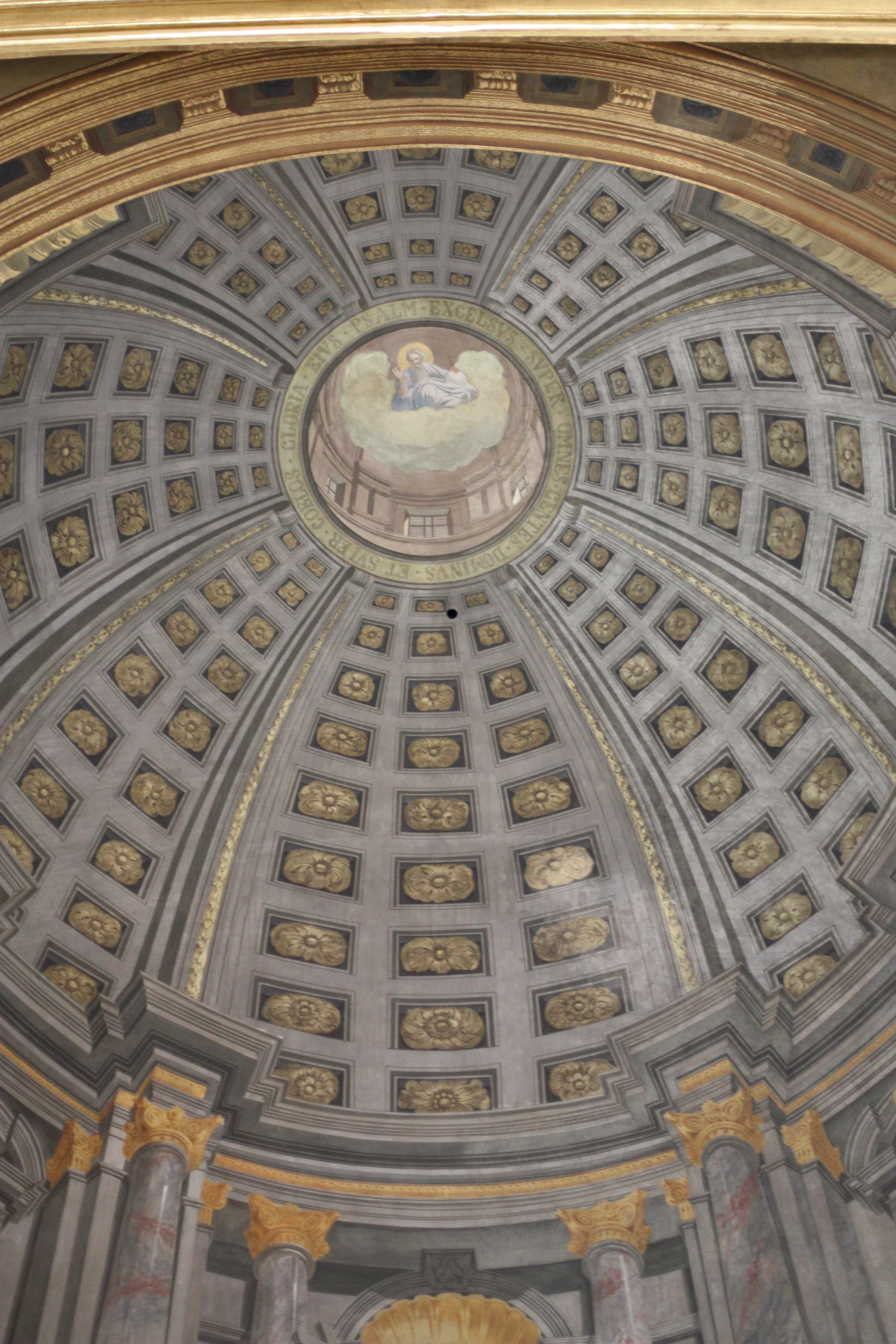
Iluzivní kupole vídeňského jezuitského chrámu
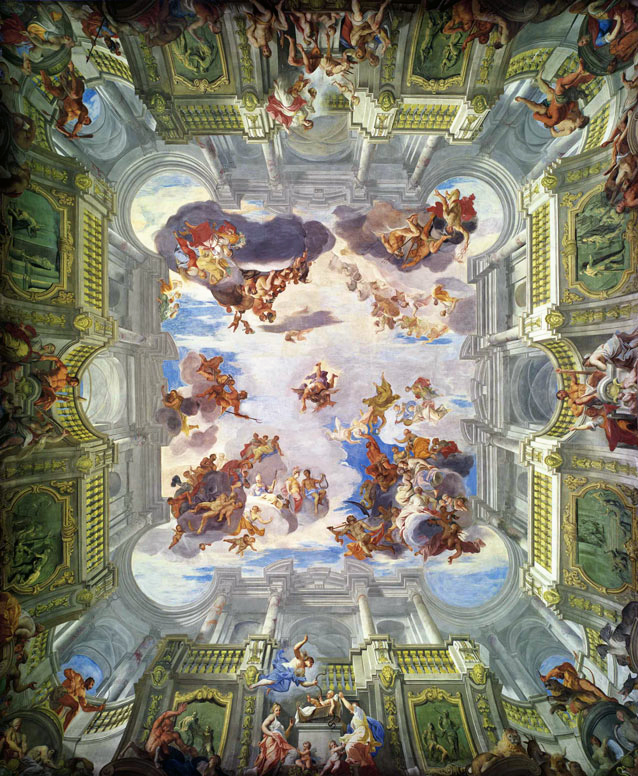
Klenba Liechtensteinského paláce